# Grand Theft Auto (film)
Grand Theft Auto je americký romantický krimi film s komediálními prvky, natočený režisérem Ronem Howardem v roce 1977. Hlavní roli zde obsadil sám Ron Howard, hrající spolu s Nancy Morganovou zamilovaný pár.

## Hrají
- Ron Howard – Sam Freeman
- Nancy Morganová – Paula Powers
- Elizabeth Rogersová – Priscilla Powers
- Barry Cahill – Bigby Powers
- Rance Howard – Ned Slinker
- Paul Linke – Collins Hedgeworth
- Marion Rossová – Vivian Hedgeworth
- Don Steele – Curly Brown
- Jack Perkins- Shadley
- Paul Bartel – Groom
- Bill Conklin – Engle Hingleman
- Robby Weaver – Harold Hingleman
- Garry Marshall – šéf podsvětí (jako Gary K. Marshall)
- Leo Rossi – Vegas Muscle Chief